# Janina Audick
Janina Audick (* 1973 in Berlin) ist eine deutsche Kostüm- und Bühnenbildnerin, Szenenbildnerin und Hochschullehrerin.

## Leben
Janina Audick ist Bühnenbildnerin und seit 2019 Professorin für Bühnenraum und Studiengangsleiterin des Studienganges Bühnenbild an der Universität der Künste Berlin. Zu ihrem Schaffen gehört die langjährige Zusammenarbeit mit René Pollesch sowie Christoph Schlingensief. Sie arbeitet des Weiteren mit Regisseuren wie Meg Stuart, Sibylle Berg, Emily Atef, Sebastian Baumgarten, Schorsch Kamerun, Rimini Protokoll, Studio Braun und Dieter Giesing zusammen.
Zu der damaligen Arbeitsweise Audicks gibt Carl Hegemann als Autor eines Porträts für das Goethe-Institut an:

„Janina Audick denkt viel, bevor sie ihre Entwürfe macht zu Theaterstücken, die noch gar nicht geschrieben sind. Die theoretische Auseinandersetzung vor dem Hintergrund poststrukturalistisch und feministisch inspirierter Ideen, zum Beispiel von der Philosophin Hannah Ahrendt [sic!] oder der Biologin Donna Haraway, macht einfache konventionelle Bilder unmöglich und auch solche, die unreflektiert „aus dem Bauch“ kommen.“

Audicks Bühnenbildner wurden von Hegemann als niemals Mainstream und immer prekär beschrieben, was ein Alleinstellungsmerkmal sei. Mit Unberechenbarkeit, Perspektivwechsel und überraschenden Brüchen bekämpfe sie empfundene Zumutungen von Macht und gesellschaftlichem Zwang.

## Werke (Auswahl)
- 2021: Bertolt Brecht, Mutter (Bühne), Regie: Christina Tscharyiski, Berliner Ensemble.[4]
- 2021: Andrej Platonow, Tschewengur (Bühne), Regie: Sebastian Baumgarten, Maxim Gorki Theater.[5]
- 2019: Janina Audick, Martina Bosse, Brigitte Cuvelier, Christine Groß, Tarzan rettet Berlin (Bühne/Kostüm/Regie im Kollektiv), Hebbel am Ufer.[6]
- 2019: Luigi Nono, Al gran sole carico d'amore (Bühne), Regie: Sebastian Baumgarten, Theater Basel.[7]
- 2017: andcompany & co: Café Casablanca "everybody comes to stay" (Bühne und Kostüm), Schauspielhaus Düsseldorf.[8]
- 2017: Emily Atef: 3 Tage in Quiberon (Kostümbild).[9]
- 2017: René Pollesch, Was hält uns zusammen wie ein Ball die Spieler einer Fußballmannschaft (Bühne), Regie: René Pollesch, Kostüme: Svenja Gassen, Schauspiel Stuttgart.[10]
- 2016: Black Widows (Verena Dengler, Sachiko Hara, Janina Audick, Sacha Benedetti), Die Geburt des Bucephalus, Performance, MAK Museum Wien.[11]
- 2015: Irene von Alberti, Der lange Sommer der Theorie (Ausstattung), Filmgalerie 451.[12]
- 2015: Sibylle Berg, How to sell a murder house (Bühne), Regie: Sibylle Berg, Theater Neumarkt, Zürich.[13]
- 2014: Studio Braun, Tonight: Fraktus (Bühne), Regie: Studio Braun, Kostüm: MADORAL, Thalia Theater, Hamburg.[14]
- 2011: Meg Stuart/Damaged Goods, Violet (Bühne), Choreografie: Meg Stuart, Essener PACT Zollverein und Festival d’ Avignon und Radialsystem Berlin.[15][16]
- 2011: Henrik Ibsen, Die Wildente (Bühne), Regie: Karin Henkel, Schauspiel Frankfurt.[17]
- 2010: Ralph Benatzky, Im weißen Rößl (Bühne), Regie: Sebastian Baumgarten, Komische Oper Berlin.[18]
- 2010 (entwickelt aber nicht umgesetzt): Christoph Schlingensief, S.M.A.S.H. – In Hilfe ersticken (Bühne), Regie: Christoph Schlingensief, Ruhrtriennale.[19]
- 2009: Christoph Schlingensief, Mea Culpa – eine ReadyMadeOper (Bühne), Regie: Christoph Schlingensief, Burgtheater Wien, Bayerische Staatsoper[20][21]
- 2009: Schorsch Kamerun, Konzert zur Revolution (Bühne), Regie: Schorsch Kamerun, Münchner Kammerspiele, München.[22]
- 2009: Christoph Schlingensief, Sterben lernen (Bühne), Regie: Christoph Schlingensief, Theater Neumarkt, Zürich.[23]
- 2008: Simon Stephens, Motortown (Bühne und Kostüm), Regie: Dieter Geising, Schauspielhaus Bochum.[24][25]
- 2006: René Pollesch, Soylent Green ist Menschenfleisch: Sagt es allen weiter (Bühne und Kostüm), Regie: René Pollesch, Theatre Project Tokyo.[26][27]
- 2005: Schorsch Kamerun, Schön ist gewesen (ist gekommen Iwan) (Kostüm), Regie: Schorsch Kamerun, Bühne: Bernd Neumann, Volksbühne am Rosa Luxemburg-Platz (Prater), Berlin.[28]
- 2005: Botho Strauß, Groß und Klein (Bühne), Regie: Frank Castorf, Volksbühne am Rosa-Luxemburg-Platz, Berlin.[29]
- 2004: Christoph Schlingensief, Wagner-Rallye durch den Ruhrpott (Produktionsdesign, Bühne und Kostüm), Ruhrfestspiele Recklinghausen.[30]
- 2004: René Pollesch, Hallo Hotel … Nachtportier (Bühne und Kostüm), Regie: René Pollesch, Festival Theaterformen, Burgtheater Wien, Staatstheater Braunschweig[31]
- 2004: René Pollesch, Telefavela (Kostüm), Regie: René Pollesch, Volksbühne am Rosa-Luxemburg-Platz (Prater), Berlin.[32]
- 2003: Christoph Schlingensief, "Attabambi-Pornoland" (Bühnenbild), Zürich.[3]
- 2002: René Pollesch, Splatterboulevard (Bühne und Kostüm), Regie: René Pollesch, Deutsches Schauspielhaus, Hamburg.[33]
- 2000: René Pollesch, www-slums 1–7 (Bühne und Kostüm), Regie: René Pollesch, Deutsches Schauspielhaus, Rangfoyer, Hamburg.[34][35]

## Publikationen
- Janina Audick: Talent, Mitarbeit: Tscheplonowa, Valery; Hegemann, Helene; Beck, Andreas, Edition Patrick Frey, 1. Auflage, Zürich 2018, ISBN 978-3-906803-70-8[36]